# سباستین ویزکینو
سباستین ویزکینو (اول ژانویه ۱۵۴۸-اول ژانویه ۱۶۲۳) یک گردشگر، و دیپلمات اهل اسپانیا بود.

## در ارتباط با ژاپن
در سال ۱۶۱۱، ویزکینو به همراه یک هیئت ژاپنی به رهبری تاناکا شوسوکه که قبلاً به مکزیک رفته بود به ژاپن رسید. به عنوان سفیر اسپانیای نو (مکزیک)، ویزکینو با شوگون دوم توکوگاوا هیده‌تادا و پدرش، شوگون بازنشسته اول، توکوگاوا ایه‌یاسو، شوگونسالاری توکوگاوا ملاقات کرد. با این حال، به علت بی‌توجهی و ناآشنایی ویزکاینو با قوانین و مقررات ژاپنی، این ملاقات و نحوهٔ گفتگوی او به روابط دیپلماسی بین دو کشور خدشه وارد کرد. پس از گرفتن اجازه در سال ۱۶۱۲، وی در سواحل شرق ژاپن، به قصد پیدا کردن دو جزیره افسانه‌ای به نام «ریکو د اورو» و «ریکو د پلاتا» راهی آبهای شرق ژاپن شد. اما نتوانست که این دو جزیره را پیدا کند و به خاک ژاپن بازگشت.
در ۱۶۱۳، ویزکینو سفارت ژاپن را به ریاست هاسه‌کورا تسونه‌ناگا در مکزیک ایجاد کرد.